# Don MacLean (basket-ball)
Pour les articles homonymes, voir Don MacLean.
Donald James « Don » MacLean, né le 16 janvier 1970 à Palo Alto en Californie, est un ancien joueur américain de basket-ball, évoluant au poste d'ailier fort.

## Palmarès
- NBA Most Improved Player 1994